# 加里克剧院 (伦敦)
加里克剧院（英語：Garrick Theatre）是一个西区剧院，位于英国伦敦西敏市查令十字路，以舞台演员大卫·加里克命名。剧院于1889年4月24日开幕。由剧作家威廉·S·吉尔伯特出资建造。剧院后来大多上演喜剧。
该建筑于1960年列为II*级登录建筑。